# イノケ・ブルア
イノケ・ブルア（Inoke Burua、1999年5月30日 - ）は、ジャパンラグビーリーグワンコベルコ神戸スティーラーズに所属しているラグビーユニオン選手。

## プロフィール
- フィジー出身[1]。
- ポジションはウィング(WTB)、センター(CTB)。
- 身長 175 cm、体重 89 kg

## 略歴
2018年、流通経済大学に入学。
2019年12月、サンウルブズの練習生に選ばれて、翌2020年1月、サンウルブズの正スコッドに昇格した。
2022年、流通経済大学卒業後、横浜キヤノンイーグルスに入団。同年12月18日に行われたJAPAN RUGBY LEAGUE ONE第1節コベルコ神戸スティーラーズ戦にて先発出場でリーグワン公式戦初出場を果たした。
2024年8月、コベルコ神戸スティーラーズに入団。